# 퓌레

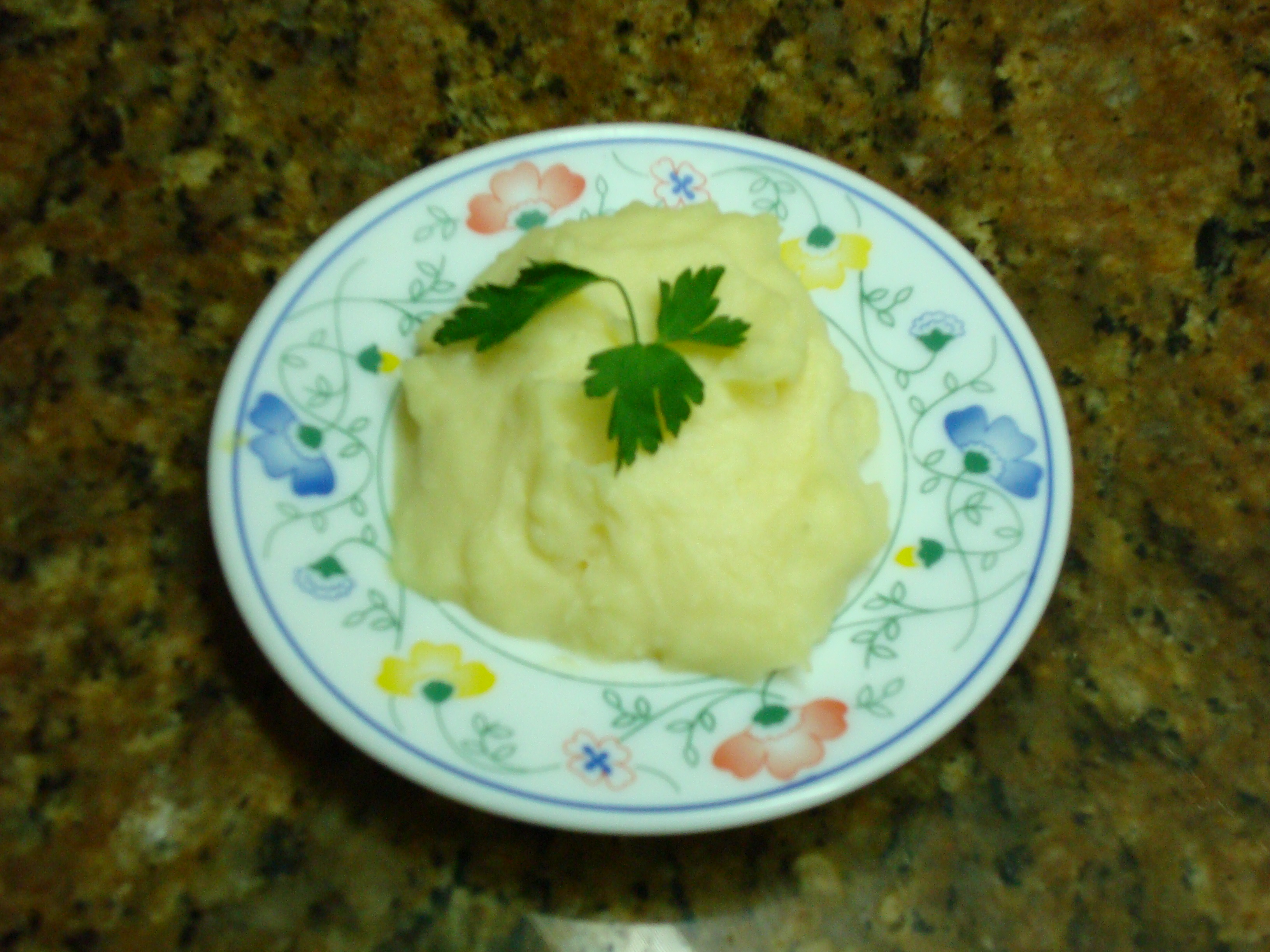

퓌레(프랑스어: purée, 문화어: 쀼레)는 익힌 음식으로, 과일, 채소나 콩과 식물을 갈거나 누르거나 비틀어서 체로 걸러 가벼운 페이스트나 진한 액체 정도의 농도로 만든 것을 말한다. 바나나 퓌레, 고구마 퓌레 등이 있고 매시트포테이토, 애플소스도 퓌레의 일종이다. 이 용어는 프랑스어의 동사 purer(정제하다)에서 왔다.

## 같이 보기
- 쿨리